# اسوتلانا موگوشا-آنتیچ
اسوتلانا موگوشا-آنتیچ (صربی: Светлана (Мугоша) Антић؛ زادهٔ ۱۳ نوامبر ۱۹۶۴) بازیکن هندبال اهل یوگسلاوی بود.